# Robert Davidson (Erfinder)

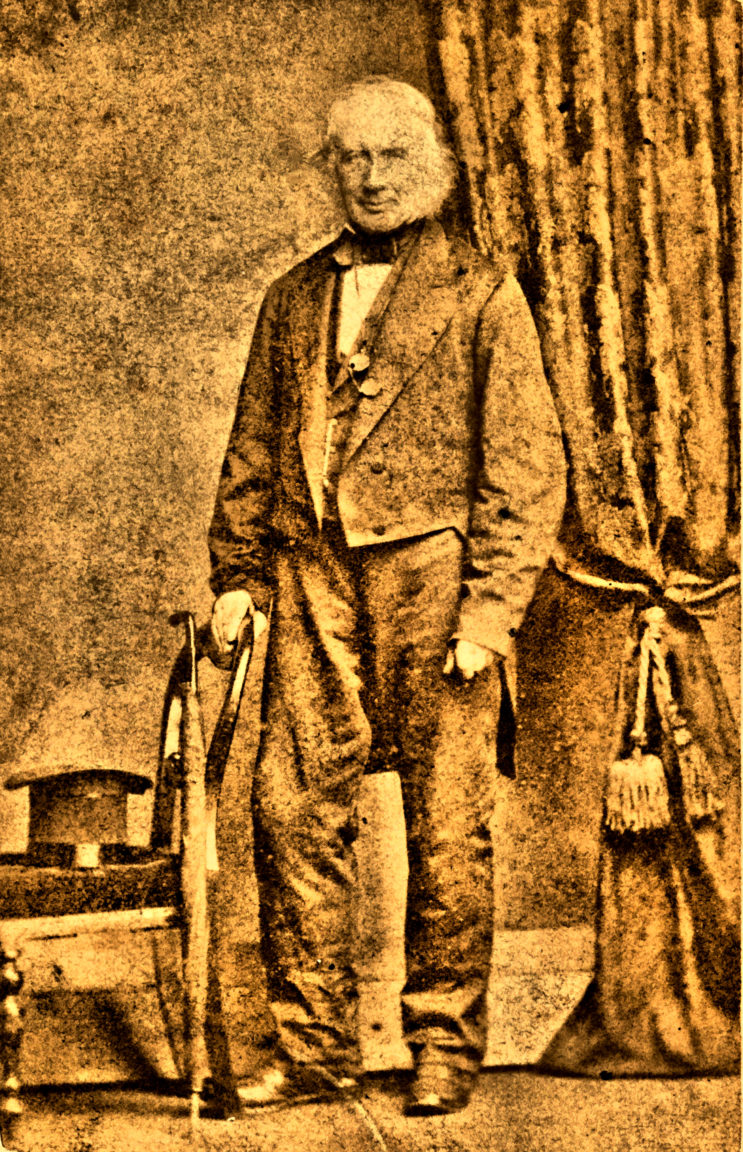
Davidson, 1870s

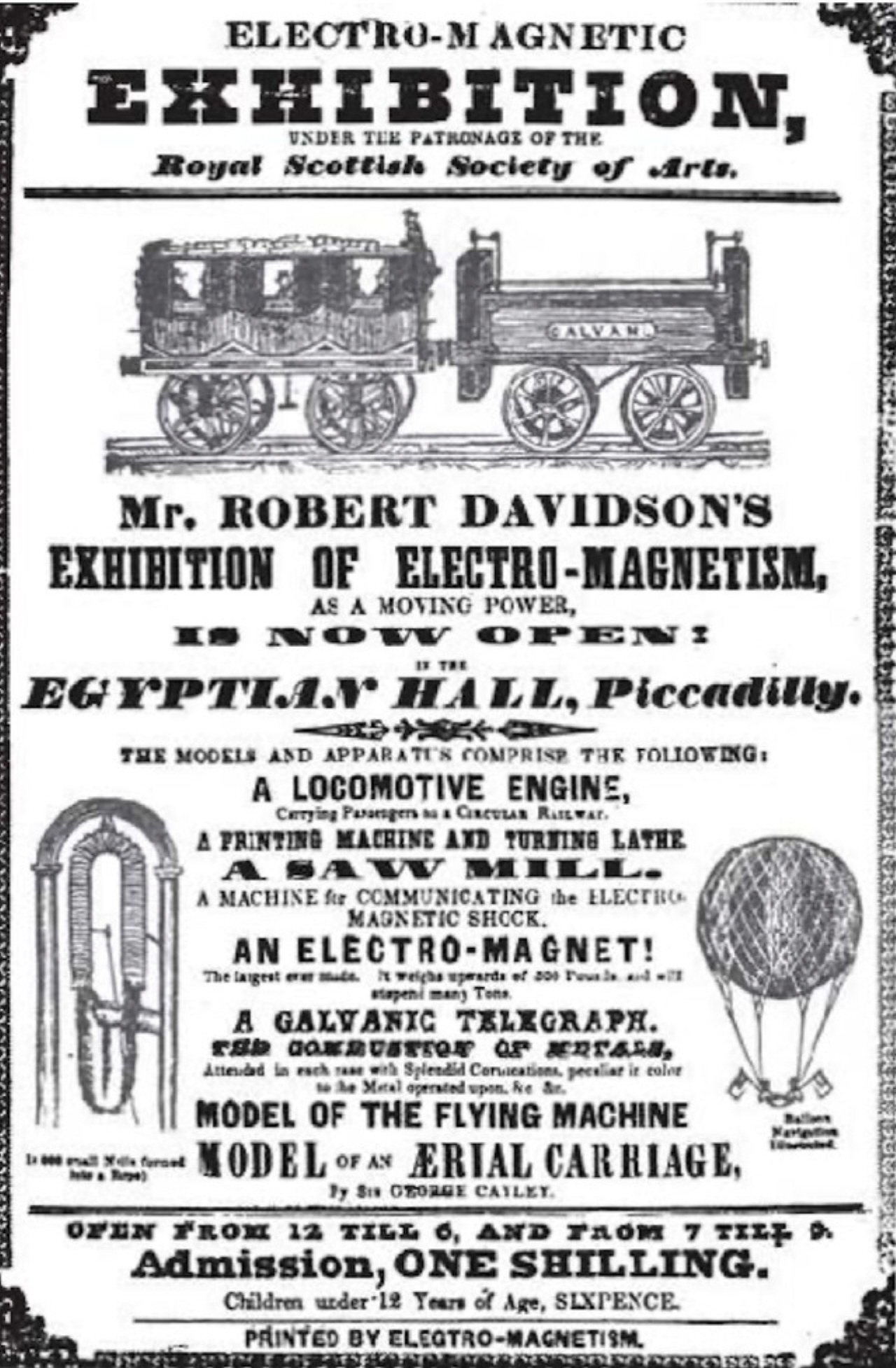
Plakat für eine Ausstellung von Davidsons elektromagnetischen Geräten in London im Dezember 1842, bei der auch seine Lokomotive Galvani gezeigt wurde

Robert Davidson (* 1804 in Aberdeen; † 1894 ebenda) war ein schottischer Erfinder, der 1837 zunächst das Modell einer Elektrolokomotive und 1842 die erste auf Normalspur fahrende Elektrolokomotive baute.
Sein Leben verbrachte er im Nordosten Schottlands, wo er als wohlhabender Chemiker und Färber, nebst anderen Unternehmungen, arbeitete. Davidson studierte am Marischal College, wo er für ein Jahr mit einem Stipendium studierte, welches er als Gegenleistung für eine Arbeit als Laborassistent erhielt. Er interessierte sich vor allem für die neuen aufkommenden Technologien rund um die Elektrizität. Ab 1837 baute er nach seinen eigenen Grundsätzen kleine Elektromotoren, während William H. Taylor ab 1838 in den Vereinigten Staaten ähnliche Motoren baute. Beide Männer arbeiteten unabhängig und ohne Wissen voneinander.
Davidson veranstaltete 1840 in Edinburgh, Schottland und im Dezember 1842 in der Egyptian Hall in Piccadilly in London eine Ausstellung elektrischer Maschinen. Unter den Maschinen befanden sich auch elektrisch betriebene Dreh- und Druckmaschinen. 

## Elektrolokomotive
Davidson konnte das Modell einer elektrischen Lokomotive im Jahr 1837 zeigen. Seine Elektrolokomotive Galvani aus dem Jahr 1842 war eine Maschine mit vier Rädern, die ihre Energie aus Zink-Säure-Batterien bezog und die im September auf der Edinburgh and Glasgow Railway erprobt wurde. Diese gilt als erste Elektrolokomotive, die auf Normalspur fuhr. (Ein erstes funktionierendes Modell einer Elektrolokomotive wurde bereits am 4. Oktober 1835 in Troy (New York) von Thomas Davenport gezeigt.)
In einem späteren Bericht wurde errechnet, dass eine Zink-Batterie vierzig mal teurer war als die Kohle-Verbrennung in einem abgeschlossenen Raum. Spätere Experimente in den Vereinigten Staaten bestätigten diese Zahlen. Batteriebetriebene Lokomotiven würden somit nicht wirtschaftlich sein. In diesem Punkt unterlag er im Wettbewerb mit den Dampf-Ingenieuren. Daher zerschmetterte er den „Galvani“ aus Angst vor den potenziellen Wettbewerbern in seinem Schuppen (andere Quellen berichten, dass Galvani von Unbekannten zerstört wurde). Eine wirtschaftliche elektrische Traktion wurde in den 1860ern entwickelt, als der Dynamo erfunden und perfektioniert wurde. Alle diese Entwicklungen hat Davidson noch erlebt und wahrgenommen. Seine Reaktion auf die Eröffnung der U-Bahn City&South in London 1890: Der Druck von Visitenkarten, auf denen es heißt: „Robert Davidson: Vater der elektrischen Lokomotive“.